# Райнбеков, Алимгазы Смагулович
Алимгазы Райнбеков (каз. Әлімғазы Сұмағұлұлы Райнбеков; 1 декабря 1936, Коксуский район, Алматинская область, КазССР, СССР — 19 января 2021, Алматинская область, Казахстан) — советский и казахский актёр кино. Наиболее известен ролью Тайлака в фильме «Ангел в тюбетейке». Награждён орденом «Курмет» (2020).

## Биография
Родился 1 декабря 1936 года в Алматинской области.
Работал в совхозе водителем. Был замечен на спортивных соревнованиях и в 1965 году приглашен на съёмки фильма «Крылья песни». Снялся в 12 лентах. Когда предложения сниматься в кино перестали поступать, в 1980 году вернулся домой в аул, преподавал в районном ДОСААФе автодело, оттуда вышел на пенсию.
Ушёл из жизни 19 января 2021 года в селе Мамбет. Похоронен на сельском кладбище. 

### Фильмография
|   | Год  | Название              | Роль                | Режиссёр                           | Студия       |
| - | ---- | --------------------- | ------------------- | ---------------------------------- | ------------ |
| 1 | 1966 | «Крылья песни»        | Хаджимукан          | Азербайжан Мамбетов                | «Казахфильм» |
| 2 | 1966 | «Тревожное утро»      | Суюндук             | Абдулла Карсакбаев                 | «Казахфильм» |
| 3 | 1968 | «Ангел в тюбетейке»   | Тайлак главный роль | Шакен Айманов                      | «Казахфильм» |
| 4 | 1968 | «Синий маршрут»       | актёр               | Жардем Байтенов                    | «Казахфильм» |
| 5 | 1978 | «Кровь и пот»         | актёр               | Азербайжан Мамбетов, Юрий Мастюгин | «Казахфильм» |
| 6 | 1979 | «Когда тебе 12 лет»   | актёр               | Канымбек Касымбеков                | «Казахфильм» |
| 7 | 1979 | «Боярышник»           | Малибек             | Мурат Омаров                       | «Казахфильм» |
| 8 | 2016 | «Ангел в тюбетейке 2» | Тайлак главный роль | Найзабек Сыдыков                   |              |

## Награды
- 2020 (3 декабря) — Указом президента Республики Казахстан награждён орденом «Курмет» — за выдающиеся заслуги в отечественном кинематографе и общественную активность.;[9]
- Почётный нагрудный знак Министерства культуры и информации Республики Казахстана «Деятель культуры Казахстана» (каз. Қазақстанның Мәдениет қайраткері) — за заслуги в культуре и искусстве.;
- Звания «Почётный гражданин Алматинской области и Коксуского района»;
- Звания «Почётный гражданин города Талдыкоргана» (2017);[10]
- Благодарственное письмо Первого Президента Республики Казахстан;
- Почётная грамота Министерства культуры и спорта Республики Казахстан (2016);[11]
- Медали: «25 лет независимости Республики Казахстан» (2016), «60 лет Победы в Великой Отечественной войне 1941—1945 гг.» (2004), «65 лет Победы в Великой Отечественной войне 1941—1945 гг.» (2009).